# 293T
293T（或HEK293T）是一種由HEK 293細胞系衍生的人類細胞系，表达SV40大T抗原的突變體。常用於生物蛋白的表達，以及重組逆轉錄病毒的製造。

## 特点
在制造293T细胞时转染的pRSV-1609质粒使得它具有新霉素/G418抗性，并且可以表达SV40大T抗原的tsA1609突变体。这种突变的基因在33℃时具有完全的活性，在37℃时也具有相当的活性，但是在40℃时失活。和它的原型293细胞一样，293T细胞在用DNA转染时效率很高。而且由于SV40大T抗原的表达，携带SV40复制原点的质粒可以在293T细胞中复制，并且在短时间内保持较高的拷贝数，使得其表达重组蛋白或病毒的量大大增加。

## 基因组
对3个独立的293T分离株细胞系都已经进行了全基因组测序，它们彼此之间是相似的，不过和原来HEK 293细胞系的基因组都已经有可检测的差别。